# 伊達政宗 (大膳大夫)

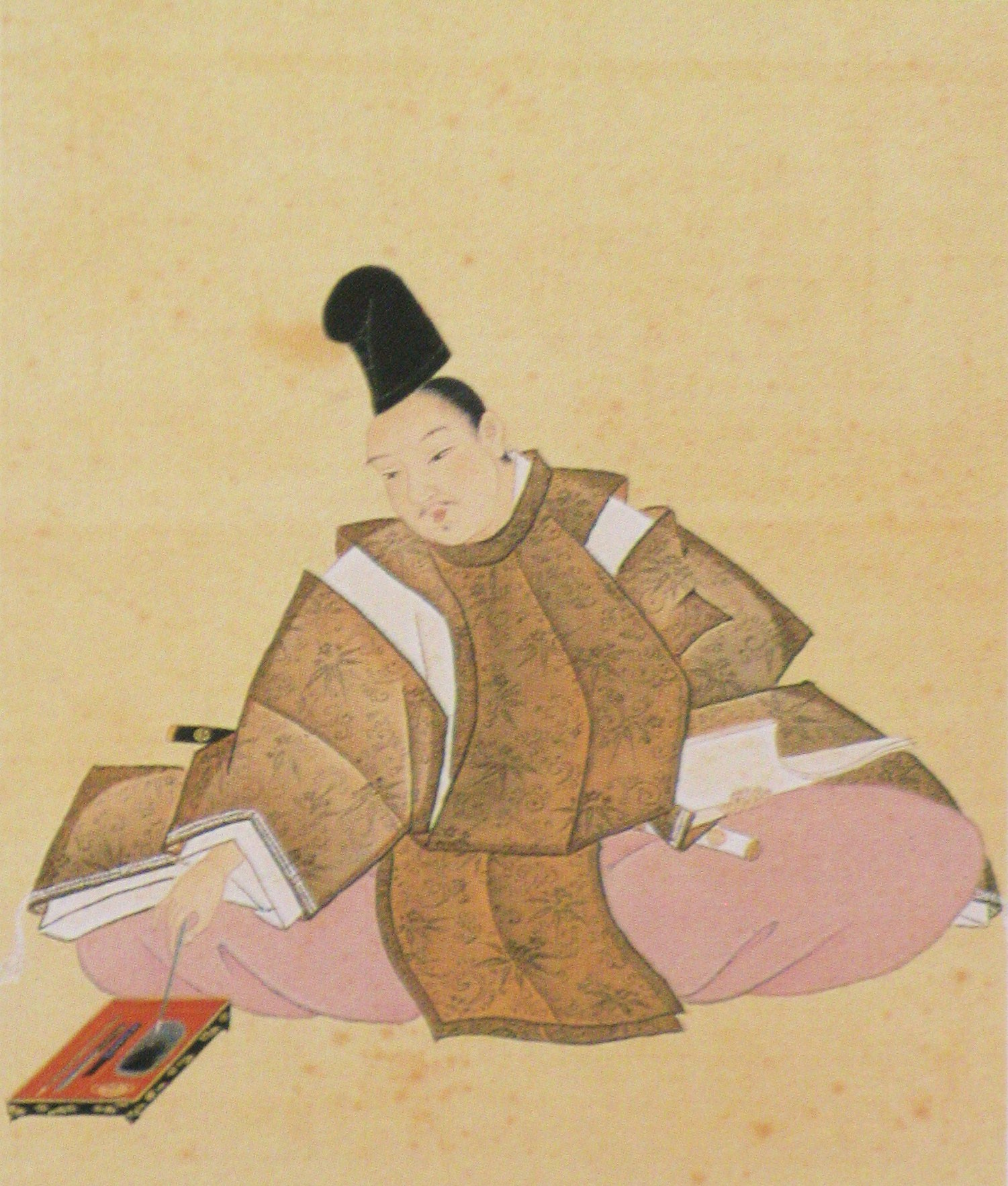
長谷川養辰「伊達政宗像」
（仙台市博物館藏）

伊達政宗（1353年－1405年10月7日）是室町時代的武將、大名。父親是伊達宗遠。母親是結城宗廣的女兒。正室是輪王寺殿（紀良子（室町幕府第3代將軍足利義滿生母）的妹妹）。兒子有氏宗。官位是大膳大夫。

## 生平
在（南朝：天授3年，北朝：永和3年）1377年繼承家督，從（南朝：天授6年，北朝：康曆2年）1380年左右開始與父親宗遠進攻置賜郡，在（南朝：元中2年，北朝：至德2年）1385年消滅長井氏，把置賜作為伊達氏的據點。之後伊達氏到奧州仕置之前為止，一直支配著置賜兩百年多年。
應永7年（1400年），鎌倉公方足利滿兼派遣弟弟滿貞（稻村公方）和滿直（篠川公方）前往奥州要求伊達家割讓領土，不過政宗拒絕並與大崎氏等建立同盟，之後與鎌倉方的結城滿朝（白河滿朝）和上杉氏憲戰爭（伊達政宗之亂）。應永9年（1402年）進入高畑城（現在的山形縣高畠町），在應永12年（1405年）於同地死去。墓所在高畠町内的東光寺和資福寺。
由於這些功績使得政宗被稱為伊達家中興之祖，成為初代仙台藩藩主的藤次郎政宗就是以此為名。

## 系譜
- 正室：輪王寺殿（日语：蘭庭明玉禅尼）（紀氏石清水善法寺法印通清之女）
- 兒子：伊達氏宗